# Ab-Soul
Herbert Anthony Stevens IV (Carson, California, 23 de febrero de 1987), más conocido por su nombre artístico Ab-Soul, es un rapero estadounidense. En 2007 firmó con Top Dawg Entertainment (TDE), donde formó el grupo de hip-hop llamado Black Hippy, junto a sus compañeros de sello y amigos raperos Jay Rock, Kendrick Lamar y Schoolboy Q. Es conocido por sus letras introspectivas y sus cuatro álbumes independientes bajo TDE, Longterm Mentality, Control System, These Days... y Do What Thou Wilt., los cuales fueron aclamados por la crítica y tuvieron un gran éxito comercial.[cita requerida]

## Carrera musical

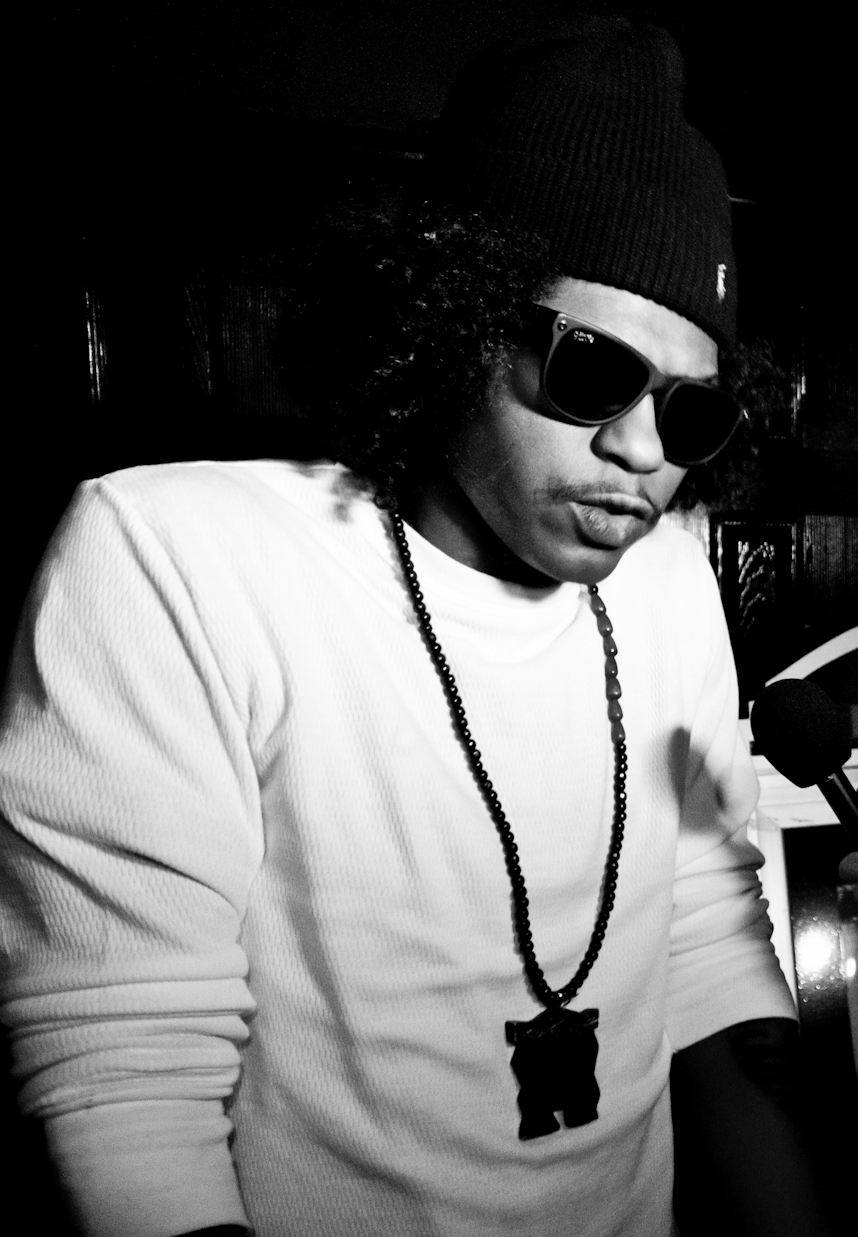
Ab-Soul en marzo de 2011

### 2005–10: Inicios y firma con TDE
En 2005, firmó un contrato discográfico con StreetBeat Entertainment, pero un año más tarde conoció a Punch, presidente de la compañía discográfica independiente  Top Dawg Entertainment y trabajo con ambos sellos al mismo tiempo.
En 2007, terminó su contrato y firmó con TDE, donde sus futuros compañeros Jay Rock y K-Dot (Kendrick Lamar) ya estaban firmados. 
Un año después, hizo una breve aparición en el vídeo del primer debut compercial de Jay Rock "All My Life (In The Ghetto)". Al mismo tiempo, se encontraba grabando en los estudios de TDE su primer mixtape. En diciembre del mismo año lanzó su primer vídeo musical, una canción titulada "A Day in the Life" a través de Youtube. 
En enero de 2009, lanzó su mixtape debut titulado "Long Term" y formó el grupo Black Hippy, junto a sus compañeros de sello Jay Rock, Kendrick Lamar y Schoolboy Q. Más tarde, en junio de ese año, lanzó "Long Term 2: Lifestyles of the Broke and Almost Famous" como secuela del primer mixtape.